# Os scapholunatum
L'os scapholunatum est un os du carpe, présent chez les espèces terrestres existantes mammifères de l'ordre des carnivores. Cet os correspond à la fusion des os scaphoïde et lunatum chez l'homme.